# DekaMarkt
DekaMarkt is een Nederlandse supermarktketen met vestigingen in Noord-Holland, Zuid-Holland, Gelderland, Overijssel, Flevoland en Utrecht. Van 2008 tot en met 2023 maakte de keten samen met Dirk deel uit van de fusieonderneming Detailresult Groep N.V.

## Geschiedenis

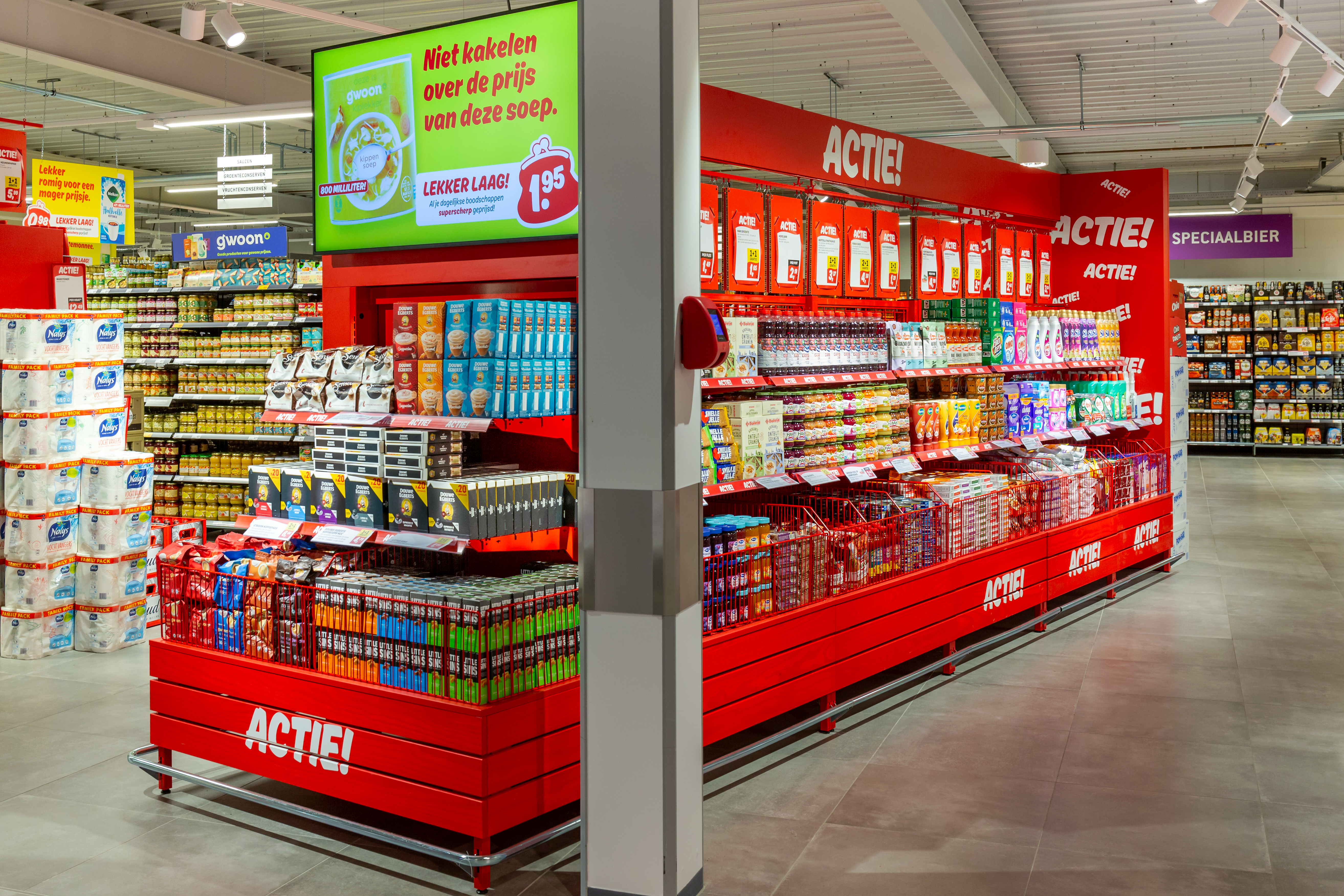
DekaMarkt Hoogkarspel

De eerste winkel werd in 1941 door Dirk Kat als kruidenierszaak geopend in Velsen-Noord aan de Wijkerstraatweg. Door de oorlog ging deze snel weer dicht. In 1945 opende Kat een nieuwe kruidenierszaak. Onder zijn leiding opende vervolgens de eerste volledige zelfbedieningswinkel van Nederland zijn deuren onder de naam Kijkgrijp, in 1949. Kat richtte in 1950 de gezamenlijke inkoop op met andere kruideniers, zodat ze samen lage prijzen konden onderhandelen.
In 1952 werd er een centraal pakhuis gebouwd, een voorloper van de huidige distributiecentra. Drie jaar later werd de eerste moderne supermarkt van Nederland geopend in IJmuiden. Deze supermarkt verkocht naast kruidenierswaren ook versproducten, zoals brood, vlees en groente. Vanaf 1969 werd voor een aantal filialen in de Zaanstreek de naam DekaMarkt geïntroduceerd. In 1974 werd de eerste DekaMarkt Slijterij geopend. De naam DekaMarkt werd vanaf 1986 voor elk filiaal ingevoerd. Deka is afgeleid van de initialen van oprichter Kat.
In 2021 maakte DekaMarkt deel uit van een consortium, verder bestaande uit Albert Heijn en Vomar, dat de filialen van Deen over zou nemen. Negentien van deze filialen en een distributiecentrum in Beverwijk kwamen in handen van DekaMarkt. Nadat de Autoriteit Consument en Markt de overname had goedgekeurd konden de filialen worden omgebouwd tot DekaMarkt.

## Detailresult
Vanaf 2001 ging het bedrijf samen met de SDvdB (Samenwerkende Dirk van den Broek bedrijven). Samen richtten ze de onderneming Detailresult Groep op. Alle nieuwe filialen kregen de naam en formule van een van beide bedrijven, afhankelijk van de marktkansen in het gebied. In 2008 besloot de familie Kat DekaMarkt te laten fuseren met branchegenoot Dirk van den Broek. Beide formules bleven vooralsnog naast elkaar bestaan, maar beide met een eigen doelgroep. DekaMarkt richte zich op klanten die wat meer service en luxe willen, terwijl Dirk zich richte op lagere prijzen. In 2014 besloot de Dirk-keten de namen Bas van der Heijden en Digros uit te faseren, waardoor de Detailresult Groep enkel nog de merken DekaMarkt en Dirk in haar portfolio had.
In 2022 werd bekend dat de families achter DekaMarkt en Dirk hebben besloten om te stoppen met Detailresult en de twee supermarktformules weer volledig te verzelfstandigen. Op 25 maart 2023 zijn DekaMarkt en Dirk officieel juridisch gesplitst van Detailresult.